# Trenčianska Turná
Trenčianska Turná (maďarsky Tornyos, do roku 1899 Turna) je obec na Slovensku v okrese Trenčín. Žije v ní přibližně 3 600 obyvatel. První písemná zmínka o vesnici pochází z roku 1269. Trenčianska Turná vznikla spojením obcí Trenčianska Turná a Hámre v roce 1976.

## Historie
Nejstarší archeologicky doložené osídlení obce je z neolitu (kultura se západní lineární keramikou). První písemná zmínka o vsi pochází z roku 1269, další pak z let 1281 až 1331. Obec patřila trenčínskému panství. Od roku 1406 byla ve vsi kaple a před rokem 1588 i kostel. V roce 1598 ve vesnici stálo 59 domů.
V katastrálním území obce se 3. srpna 1708 odehrála bitva u Trenčína mezi habsburskými vojsky generála Heistera a kuruckou armádou Františka Rákociho.
V roce 1784 měla obec 73 domů, 110 rodin a 587 obyvatel. Většina obyvatelstva se zabývala zemědělstvím, zejména chovem dobytka. V předválečném období se zde rozvíjelo hospodářství trnavského cukrovaru.
Dne 13. prosince roku 1971 se beze stopy ztratila sedmnáctiletá obyvatelka obce Anička Mikušová. 24. května téhož roku byla v Levicích zadržena slečna O. V. z Liptovského Mikuláše, která se vydávala za nezvěstnou. Ta, navzdory obrovskému úsilí rodičů a intenzivnímu celostátnímu pátrání, nebyla nalezena.[ujasnit]
Současná Trenčianska Turná vznikla spojením s blízkou obcí Hámre v roce 1976.

## Přírodní poměry
Obec se nachází uprostřed Trenčínského Podolí, severně od masivu Povážského Inovce v jižní části Trenčínské kotliny. V podloží obce lze nalézt druhohorní a třetihorní horniny, poměrně velkou tloušťku mají kvartérní naváté sedimenty a aluvia potoků. Souvislý lesní porost se nachází pouze na území přilehlém k pohoří.
Obcí protéká Turnianský potok, do kterého se přímo ve vsi vlévá potok Hukov. Na severních svazích Považského Inovce se nacházejí čtyři prameny minerálních vod. Jejich přítomnost je podmíněna cirkulací vody v blízkosti jestřabinské zlomové linie.
Přes obec vede silnice I/50 spojující Trenčín a Bánovce nad Bebravou.

## Rodáci
- Samuel Timon (1675–1736), polyhistor
- Vojtech Kováč (1905–1963), zemědělský odborník

## Partnerské obce
- Bojkovice, Česko